# Dolby
Pour les articles homonymes, voir Dolby (homonymie).
 (novembre 2012).
Si vous disposez d'ouvrages ou d'articles de référence ou si vous connaissez des sites web de qualité traitant du thème abordé ici, merci de compléter l'article en donnant les références utiles à sa vérifiabilité et en les liant à la section « Notes et références ».
Dolby Laboratories, Inc (NYSE : DLB), ou simplement Dolby dans le langage courant, est une société américaine créée en Angleterre par Ray Dolby en 1965, qui est spécialisée dans la réduction du bruit de fond et le codage et la compression audio AC-3. Dolby franchise aussi ses technologies pour les fabricants d'électronique. Cette entreprise a déménagé son siège social à San Francisco en 1976.

## Actionnaires
Liste des principaux actionnaires au 10 novembre 2021 :
| The Vanguard Group            | 9,28% |
| ClearBridge Investments       | 5,32% |
| Atlanta Capital Management    | 5,02% |
| Jackson Square Partners       | 4,24% |
| Tiger Global Management (en)  | 3,80% |
| SoMa Equity Partners          | 3,52% |
| Janus Capital Management (en) | 3,41% |
| Lone Pine Capital (en)        | 3,22% |
| Eminence Capital              | 2,73% |
| BlackRock Fund Advisors       | 2,31% |

## Réduction de bruit Dolby NR A et SR

### Historique
En 1966, Ray Dolby met sur le marché le premier appareil de réduction de bruit professionnel connu comme Dolby NR-A (« NR » correspond à « Noise Reduction », « réduction de bruit » en français). Ce système de filtrage analogique audio Dolby, encore réservé aux studios professionnels de musique, va bientôt être étendu et adapté pour la projection en salles de cinéma, en 1972.
Dès 1968, Dolby propose pour le marché grand public, le système Dolby NR-B, principalement destiné aux enregistreurs-lecteurs de mini-cassettes (K7) : le Dolby NR-C, évolution du précédent, mais non compatible, puis le NR-S, dérivé du Dolby SR, sorti en 1986 ; il marque l'apogée du traitement par filtre analogique pour la haute-fidélité.
Le premier film sonorisé en Dolby aura été Orange mécanique (1971). La société Dolby avait été contactée par Stanley Kubrick, en quête d'un système d'atténuation du bruit pour permettre le mixage sophistiqué qu'il envisageait pour la bande-son ; et en effet, le film fit usage du système de réduction de bruit Dolby pour tous ses pré-mixages et leur rematriçage ; mais les cassettes VHS du film utilisaient, elles, une piste sonore ordinaire.

### Principe
Le Dolby NR sert à atténuer le bruit de fond (noise reduction) inhérent aux supports analogiques, bandes magnétiques vidéo puis pistes optiques sur pellicule. Ce bruit de fond est généré par de petites variations d'intensité lumineuse (pellicule) ou magnétique (bande). Comme les sons de fort volume sont peu affectés, on utilise une courbe d'amplification non linéaire, appelée « compression », qui consiste, à l'enregistrement, à sur-amplifier les sons de faible amplitude et à sous-amplifier les sons de forte amplitude. À la lecture, cette compression est compensée par une « expansion » du signal (à l'inverse de la compression). On retrouve la dynamique originale du signal, et le bruit de fond se trouve, de ce fait, très affaibli.
D'autre part, l'oreille humaine et le cerveau ne sont pas sensibles de la même manière à toutes les gammes de fréquence, et les parasites n'affectent pas toutes les gammes de fréquence de la même manière. Pour cette raison, le son est d'abord séparé en quatre gammes de fréquences (pour le Dolby A), et le traitement de compression/expansion est appliqué de manière différente à chaque gamme.

## Dolby et lesurround
D'après un brevet inventé par Peter Scheiber (en), Dolby commercialise en 1975 un système censé révolutionner le cinéma des années 1980 : le Dolby Stereo. Outre la réduction de bruit, il permet la restitution d'un effet sonore « enveloppant » dit surround à partir des deux pistes audio seulement.
La technique utilisée est celle du matriçage dit 4/2/4. Ce principe exploite les deux pistes stéréophoniques à partir desquelles on extrait plusieurs signaux complémentaires : un signal arrière à partir de l'opposition de phase stéréophonique sur laquelle on peut appliquer un décalage ou délai (réverbération ou écho), un filtrage de la piste centrale monophonique (tous les signaux égaux gauche et droit, donc mono sont soustraits et dirigés au centre) dédiée aux dialogues puis un filtrage des graves pour les caissons de graves.
Le Dolby Stereo est dès lors, largement utilisé au cinéma ; il est compatible avec les projecteurs stéréo et mono donc utilisable dans toutes les salles sauf pour les équipements monophoniques ne pouvant pas restituer les effets Surround. Les exploitants de salle de cinémas l'adoptent car il est peu onéreux à mettre en œuvre : il suffit d'ajouter un module de décodage associé à des amplificateurs et haut-parleurs en nombre suffisant.
En 1977, George Lucas réalise son film culte : La Guerre des étoiles en Dolby stéréo.
Le grand public retrouvera le Dolby Stereo dans son salon avec les appellations Dolby Surround (deux voies avant plus surround ou 2/1/0), Dolby ProLogic (3/1/0), Dolby ProLogic II (3/2/1), et en 2006 Dolby ProLogic IIx (3/3/1). Ces décodeurs peuvent fonctionner avec n'importe quelle source stéréo, même sans avoir été spécifiquement encodées.

## Dolby et le numérique
En 1992, Dolby améliore le rendu sonore avec une version numérique du SR : le Dolby SRD (Spectral Recording Digital). Le Dolby SRD ajoute, à côté des deux pistes Dolby SR toujours présentes pour garantir la compatibilité, un signal numérique (AC-3) imprimé entre les perforations d'entraînement du film. Ainsi, on peut obtenir jusqu'à six canaux totalement discrets (non matricés) en configuration 3/2/1, le sixième ayant une capacité réduite (extrêmes graves, symbolisé par le .1 du 5.1 ou le 1 du 3/2/1).
Un système est dit 5.1 quand il utilise cinq canaux sonores principaux non limités en bande passante (restitution entre 20 Hz et 20 kHz) et un canal optionnel (restitution entre 2 Hz et 120 Hz) :
- trois canaux avant (gauche, centre, droit)
- deux canaux arrière : surround (surround gauche, surround droit)
- un canal LFE (Low Frequency Effects) relié à un subwoofer pour renforcer les effets de grave.

Les six canaux qui composent le 5.1 sont indépendants les uns des autres.
En 1999, Dolby améliore son système 5.1 avec le Dolby Digital EX (6.1) (pour Extended), qui ajoute une voie arrière centrale, matricée dans les voies arrière (un LtRt Surround). Il permet de mieux faire tourner le son autour de l'auditeur, il reste compatible avec les décodeurs Dolby Digital classiques. Le premier film à avoir utilisé ce fameux DD EX fut Star Wars, épisode I : La Menace fantôme de George Lucas en 1999. Malheureusement, la majorité des exploitants de salles de cinéma restent réticents à investir pour exploiter ce nouveau format.
En 2010, Dolby dévoile, à l’occasion du salon ShoWest 2010, son tout nouveau format audio qui sera connu sous le nom de Dolby Surround 7.1. Il se compose de huit canaux : gauche, centre, droit, canal d'effets basse fréquence, surround gauche, surround droit, surround arrière gauche (nouveau) et surround arrière droit (nouveau).
Le premier film à avoir utilisé ce nouveau format son est Toy Story 3 (2010).

## Dolby et la télévision
Dolby se focalise sur la télévision en sortant son codec de production et de distribution audio : le Dolby E, ainsi que son standard DVB (digital terrestrial broadcasting) puis le Dolby Digital Plus et le Dolby Digital audio streams. La France est le premier pays à l'adopter pour la TNT HD depuis octobre 2008.

## Les principales innovations de Dolby
Réducteurs de bruit
- Dolby NR (A, B, C, S)
- Dolby SR (Spectral Recording) pour le cinéma
NR = Noise Reduction : ce codage est destiné à réduire le souffle (bruit de fond) généré par les supports d'enregistrements analogiques, comme la bande magnétique.

Optimisation de l'enregistrement (magnétique)
- Dolby HX-Pro : réglage dynamique du bias

Multicanal analogique
- Dolby Stereo
- Dérivés grand public : Dolby Surround, ProLogic, ProLogic II, ProLogic IIx

Multicanal numérique
- Dolby SRD (Spectral Recording Digital), historiquement appelé Dolby AC-3 (Audio Coding system version 3), et aujourd'hui Dolby Digital
- et ses améliorations : Dolby Digital EX, Dolby Digital Plus (haute définition)
- MLP (Meridian Lossless Packing), format de compression sans perte d'un signal codé en PCM 192 kHz / 24 bits maximum, sur jusqu'à soixante-trois canaux. Utilisé avec le DVD audio pour coder cinq canaux (+1) en 96/24, ou en stéréo jusque 192/24 (limites posées par le DVD).

Effets stéréo
- Dolby Headphone (simule l'effet multicanal avec un casque)
- Dolby Virtual Surround (simule l'effet multicanal avec une paire de haut-parleurs), aujourd'hui appelé Dolby Virtual Speaker

Codecs 
- Dolby Audio Codec (AC-.) :
  - AC-1 est la technologie d'encodage introduite en 1987 lors de la naissance de la télévision haute définition.
  - En 1989, le Dolby AC-2 apporte une meilleure qualité audio avec un bit rate inférieur.
  - AC-3 fait son apparition publique en 1991 pour encoder les pistes audio inclus dans les fichiers .vob des DVD vidéo ; il est le format standard du flux audio Dolby Digital pour la diffusion au cinéma.
  - E-AC-3 (Digital Plus)
  - AC-4

- Dolby TrueHD : piste de qualité Haute Définition pour le format Blu-ray, il offre une compression sans perte et un rendu sonore exceptionnel, qui peut prendre jusqu'à 13.1 canaux.

Sur les appareils compatibles, il est dès lors recommandé pour véhiculer les signaux sonores, d'utiliser la fonction HDMI ARC ou Audio Return Channel.

## Diversification de l'activité
Avec l'avènement du cinéma numérique, et donc la suppression des différents codages audiophoniques à la projection, la société Dolby a diversifié son activité et commercialise désormais des serveurs sous la marque Dolby Digital Cinema. Elle a également développé sa propre technologie de projection en relief, Dolby 3D Digital Cinema

## Principaux produits
De nombreux processeurs de son, équipent les salles de cinéma :
- CP45[12]
- CP50 (octobre 1976)
- CP55 (février 1985)
- CP65 (août 1991)
- CP100 (février 1975)
- CP200 (mai 1980)
- CP500 (octobre 1995)
- CP650
- CP750
- CP850[13]
- CP950[14]
- CP950A[15]
- DA10 (juin 1992)